# Officina Grandi Riparazioni di Rimini
L'Officina Grandi Riparazioni di Rimini (conosciuta come OGR Officina Grandi Riparazioni diventata OMCL Officina Manutenzione Ciclica Locomotive e Carrozze) è uno degli stabilimenti di manutenzione dei veicoli ferroviari delle Ferrovie dello Stato.
Esegue le grandi riparazioni delle locomotive Diesel.
Inaugurata nel 1912 ha recentemente superato i cento anni di longevità lavorativa, e tuttora ricopre un ruolo strategico nella manutenzione delle locomotive Diesel di Trenitalia.